# Paragripopteryx hamata
Paragripopteryx hamata är en bäcksländeart som beskrevs av Froehlich 1994. Paragripopteryx hamata ingår i släktet Paragripopteryx och familjen Gripopterygidae. Inga underarter finns listade i Catalogue of Life.